# جیم فال
جیم فال (انگلیسی: Jim Fall؛ زادهٔ ۱۳ دسامبر ۱۹۶۲) کارگردان فیلم، کارگردان نمایش، و تهیه‌کننده فیلم اهل ایالات متحده آمریکا است. وی از سال ۱۹۹۹ میلادی تاکنون مشغول فعالیت بوده‌است.
از فیلم‌ها یا مجموعه‌های تلویزیونی که وی در آن‌ها نقش داشته‌است، می‌توان به فیلم لیزی مک‌گوایر و ترفند اشاره نمود.